# Biřkov (tvrz)
Biřkov je zcela zaniklá tvrz, která stávala ve stejnojmenné vesnici v okrese Klatovy. Založena byla ve čtrnáctém století a v průběhu šestnáctého století zpustla. Až do dvacátého století se po ní dochovalo tvrziště, ale zaniklo při úpravách terénu pro sportovní areál. Místo je přesto od roku 1964 chráněno jako kulturní památka.

## Historie
První písemná zmínka o biřkovské tvrzi pochází z poloviny čtrnáctého století, kdy ji koupil Bohuchval z Hrádku. Dalším majitelem se roku 1379 stal blíže neznámý vladyka Aleš. Na začátku patnáctého století ji vlastnil Petr Prase z Chrástu, po kterém tvrz zdědila vdova Markéta. Po její smrti statek připadl jako odúmrť králi Ladislavu Pohrobkovi. Od něj biřkovské panství dostal v roce 1454 Vilém z Mečkova. Také on zemřel bez dědiců, a král Vladislav Jagellonský roku 1485 statek věnoval Janovi z Roupova. Od té doby Biřkov patřil k roupovskému panství, tvrz chátrala, a roku 1607 byla zmíněna jako pustá.

## Stavební podoba
Tvrz stávala východně od vodní nádrže v severní části vesnice. Ještě ve dvacátém století byl patrný příkop, ale později byl zasypán a v prostoru bývalé tvrze stojí obytné domy a sportovní areál. Na části tvrziště stály domy už v devatenáctém století.